# تشونغ مونغ غو
تشونغ مونغ كو ((الكورية: 정몽구)) القيادي الأول لشركة هيونداي لصناعة السيارات وهو ابن المؤسس لها، وهو رجل نافذ في السياسة الكورية , كما هو الحال في مجال الرياضة ويتبوأ عدة مناصب رياضية كبيرة منها نائب رئيس الإتحاد الدولي لكرة القدم كما يسعى للإطاحة بالسيد محمد بن همام العبد الله الرئيس السابق لإتحاد آسيا لكرة القدم لرغبته بالترشح لمنصب الرئيس في المنظمة الأكبر كروياً في آسيا والمتوقع فوزه نظير سطوته الكبيرة على عدد من إتحادات شرق آسيا والتي ستحسم فوزه بالتأكيد، كما يدعم حاليا الشيخ سلمان بن إبراهيم الخليفة رئيس اتحاد كرة القدم البحريني لمنصب اللجنة التنفيذيه في آسيا من أمام منافسه السيد محمد بن همام ووعده بحسم المعركة الانتخابية لصالحه في الكونغرس الآسيوي الذي سيشرف على فرز الأصوات.

## روابط خارجية
- تشونغ مونغ غو على موقع مونزينجر (الألمانية)